# South African Journal of Science
South African Journal of Science (abreviado S. African J. Sci.) es una revista ilustrada con descripciones botánicas que es editada en Sudáfrica desde el año 1907, con el nombre de South African Journal of Science. Suid-afrikaanse rijdskrif vir wetenskap. Fue precedida por South African Report of Science.